# Hinko Juhn
Hinko Juhn (Podgorač, 9. lipnja 1891. − Zagreb, 5. rujna 1940.), hrvatski kipar, keramičar i likovni pedagog. Hinka Juhna povjesničari umjetnosti ističu kao pokretača umjetnosti keramike u Hrvata. Izradio skulpture manjih dimenzija i meke modulacije.

## Životopis
Rodio se je 1891. u Podgoraču u jednoj od najimućnijih židovskih obitelji u Podgoraču, od roditelja Mavre i Adele r. Fleš. Imao je osmero braće i sestru. Obitelj je imala gostionicu i prodavaonicu mješovite robe. 
Hinko Juhn je u Podgoraču završio osnovnu školu. U Osijeku je dvije godine pohađao realnu gimnaziju, nakon čeg se je prebacio na Državnu obrtnu školu u Zagrebu gdje je 1907. god. završio "kipariju". Jeseni iste godine bio je prvi naraštaj polaznika Više školu za umjetnost i umjetni obrt (danas Akademija likovnih umjetnosti u Zagrebu). 1911. je godine diplomirao u klasi profesora Roberta Frangeša – Mihanovića i Rudolfa Valdeca. Sljedeće je godine bio stipendist u Firenci na međunarodnoj akademiji. Ondje je proučavao renesansne autore. 
Poslije stipendije u Italiji vratio se je u Zagreb i od tad se bavi keramikom. Osim toga, radio je i na restauraciji dvorske kapele u Brezovici.
Radi razvijanja i usavršavanja keramičarskih umjetničkih znanja, 1918. je otišao specijalizirati se u Češku, Njemačku i Austriju. Budući da je specijalizirao keramiku, profesori su ga pozvali na Akademiju za umjetnost i umjetni obrt u Zagrebu, davši mu zadaću organizirati keramičarski odjel. Od 1921. je sljedeće tri godine u svojstvu pomoćnog učitelja vodio tečaje iz keeramike, a početkom akademske 1924./25., imenovan je stručnim učiteljem Državne obrtne škole u Zagrebu.
Podučavao je modeliranje u keramici, pristupajući obrazovanju učenika po najsuvremenijim pedagoškim metodama. Juhn je popularizirao rad u keramici. 
Pored pedagoškog rada, keramičarski opus mu obilježava i izrada djela uporabne namjene: posude za šećer, duhan, vaze, zdjele, svijećnjake, a služio se je majolikom, porculanom, fajansom i terakotom- Izrađivao je i keramičke reljefe i druge lončarske i kiparske reljefe za unutrašnjost javnih prostora. Bitan je i Juhnov kiparski i ini umjetnički opus (skulpture, plakati, crteži). Bio je majstor sitne plastike, a služio se sadrom, broncom i terakotom. U sitnoj plastici izrađivao je ženske aktove. Pored navedenih, Juhnov opus obilježava i rad na uređenju interijera i eksterijera. Tu je ostvario suradnju s arhitektima Baranyaijem i Benedikom na izradi unutarnjeg dizajna za interijere.
Često je izlagao u zemlji i inozemstvu. Često je izlagao od godine 1912. do 1940. godine, a osobito u sklopu Proljetni salon. 
Poznato mu je djelo keramički friz. Izradio ga je skupa s Blankom Dužanec za svjetsku izložbu 1929. u Barceloni.  

## Nagrade i priznanja
U rodnom Podgoraču osnovna škola zove se po Hinku Juhnu. Dan škole obilježava se na 9. lipnja, na nadnevak rođenja Hinka Juhna.
U Našicama u Zavičajnom muzeju Našice Hinko Juhn je dobio stalnu spomen-sobu.
Davorin Vujčić je 2009. objavio monografiju o Hinku Juhnu koju je sastavio nakon dvanaest godina istraživanja. 

## Vanjske poveznice
- Davorin Vujčić (2005.): Hinko Juhn, Hrvatski biografski leksikon, LZMK
- Hinko Juhn, Hrvatska enciklopedija, LZMK
- Hinko Juhn, Digitalna zbirka HAZU (DiZbi.HAZU)